# San Ber’dino
San Ber’dino ist ein Lied von Frank Zappa, das 1975 auf dem Album One Size Fits All erschien. 

## Lied
Das Lied ist ein einfacher Rocksong mit Blues-Anleihen, der Zappa-typisch ausgeschmückt wurde. Das Lied endet mit einem Gesangssolo von Johnny Guitar Watson. 
Das Lied handelt von Bobby, einem Arbeiter beim Rodeo, der sich in der Bar Palomino betrinkt, und der später zu 30 Tagen Haft in der Haftanstalt San Ber’dino, dem San Bernardino County Jail verurteilt wird. Bobby übersteht die Haft dadurch, dass er sich an seine Liebe zu einem jungen Mädchen klammert, mit dem er später sein Leben in einem Wohnwagenpark in der Mojave-Wüste verbringen möchte. Zappa vergleicht im Lied das von Bobby erträumte Leben mit seiner Geliebten in einem Wohnwagenpark mit dem Leben im Gefängnis („Gonna spend the rest of their lives in San Ber’dino“ (Frank Zappa: Liedtext von San Ber’dino)).
Der Held des Stücks, Bobby, der aussieht wie eine Kartoffel („his name is Bobby, he looks like a potato“ (Frank Zappa: Liedtext von San Ber’dino)) ist ein wiederholt auftretender Charakter in Zappas Liedern, typischerweise als Prototyp eines Verlierers. Zappa erwähnt ihn in den Liedern San Ber’dino, Advance Romance und kurz in Legend Of The Illinois Enema Bandit. Im Lied Thing-Fish wird eine Mammy Nun als Sister Potato Head Bobby Brown benannt.

## Hintergrund
Das Lied enthält einen autobiografischen Bezug, da Frank Zappa 1964 wegen einer Ordnungswidrigkeit zu zehn Tagen Haft in derselben Anstalt und drei Jahren Bewährung verurteilt wurde. Zappa schreibt dazu in seiner Biografie:

„Die zehn Tage, die ich im Tank C des San Bernadino County Jail verbracht habe, waren sehr lehrreich. Wenn Du nicht im Gefängnis warst, kannst Du Dir nicht vorstellen, wie es wirklich ist […] Wir bekamen eine Rasierklinge am Tag, und es gab eine kleine Dusche am Ende des Zellenblocks für vierundvierzig Männer. Der Schlamm im Duschbecken war etwa vier Inch (Bemerkung: etwa 10 Zentimeter) dick. Ich habe mich nicht rasiert oder geduscht während der ganzen Zeit in der ich dort war.
The ten days I spent in Tank C at the San Bernardino County Jail were very educational. Unless you’ve been to jail, you can’t imagine what it’s actually like […] We were supplied with one razor blade per day, and one small shower stall at the end of the cell block for forty-four men. The scum on the shower basin was about four inches thick. I didn’t shave or take a shower the whole time I was there.“

## Live-Aufnahmen
Das Lied wurde in den Jahren 1975 bis 1977 verschiedentlich live aufgeführt. Zu sehen ist es zum Beispiel als Zugabe im Film Baby Snakes, einer Aufnahme von Zappas Halloween-Konzert 1977 im New York City Palladium Theater. 

## Sonstiges
Das Lied erschien auch auf der Zusammenstellung von Zappa-Kompositionen Strictly Commercial. Weiterhin wurde es von der Zappa-Coverband The Muffin Men aufgenommen. 

## Musiker der Originalaufnahme
- Frank Zappa – Gitarre, Gesang
- Johnny Guitar Watson – Gesang
- Tom Fowler – Bass
- Chester Thompson – Schlagzeug
- Napoleon Murphy Brock – Saxophon, Backgroundgesang
- Bloodshot Rollin’ Red – Mundharmonika
- George Duke – Keyboard, Synthesizer, Backgroundgesang
- Ruth Underwood – Vibraphon